# Ernst von Possart
Ernst von Possart (Berlino, 11 maggio 1841 – Monaco di Baviera, 8 aprile 1921) è stato un attore, direttore teatrale e regista tedesco.

## Biografia
Possart ai avvicinò al palcoscenico a Breslavia nel 1861 e tre anni dopo si trasferì a Monaco, dove si fece conoscere per interpretazioni meticolose e virtuose.
Nel 1872 affiancò alla recitazione l'attività di regista, successivamente assunse compiti sempre più importanti e rilevanti, come quello di direttore di prosa e poi quello di direttore teatrale.
Si specializzò nei grandi classici, da William Shakespeare a Friedrich Schiller, caratterizzandosi per una veritiera rappresentazione storica e per grandiosi elementi scenografici.
Nel 1898 ottenne il titolo nobiliare, e si fece notare anche come scrittore con la sua autobiografia intitolata Esperienze e aspirazioni (1916).

## Opere
- Esperienze e aspirazioni (1916).